# Marcha fúnebre
Marcha fúnebre é uma marcha com seu andamento baseado em uma procissão de funeral. São apropriadas para ocasiões tais como cortejos fúnebres.
A marcha fúnebre mais conhecida é o terceiro movimento da Sonata para piano Nº 2 em si bemol menor, Op. 35 de Frédéric François Chopin. Uma década antes de escrever este movimento, Chopin já havia composto uma outra marcha fúnebre em C menor, que foi publicada postumamente como Marche funèbre Op.72 No.2.
Em algumas culturas, é tida como a maior homenagem realizada para um ente querido.
Utilizada comumente em filmes e desenhos com o indicativo de morte, muitas vezes criando um estereótipo negativo quanto ao real objetivo da música, que é de homenagear o falecido.